# Enquiry Concerning Political Justice

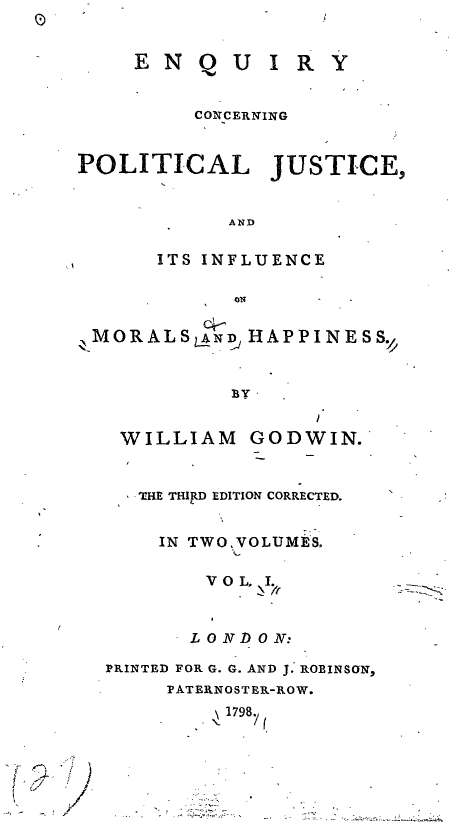
Página de título da terceira edição de Political Justice

Enquiry Concerning Political Justice (tradução livre: Inquérito acerca da justiça política) é um livro de William Godwin publicado em 1793 em que o autor argumentava que o governo é uma força corruptora na sociedade perpetuando a dependência e a ignorância mas que seria cada vez mais desnecessário e gradualmente despossuído do poder pela difusão do conhecimento.
Com esta obra, Godwin ficou conhecido como o precursor do pensamento anarquista e das teorias de abolicionismo penal defendidas pelos adeptos deste pensamento.